# 野村万蔵 (7世)
七世 野村 万蔵（のむら まんぞう、1930年（昭和5年）1月10日 - ）は、日本の狂言方和泉流能楽師、勲等は文化勲章、人間国宝（重要無形文化財「狂言」各個認定保持者）、日本芸術院院長、文化功労者、名誉都民、豊島区名誉区民。2000年以降は野村 萬（のむら まん）の隠居名で活動している。本名・野村 太良（のむら たろう）。
公益社団法人日本芸能実演家団体協議会会長、公益社団法人能楽協会顧問、社団法人能楽協会理事長、NPO法人ACT.JT理事長などに歴任している。また、狂言方としては狂言界史上2人目となる「文化勲章」受章者でもある。2025年現在、現役最高齢の狂言方能楽師（狂言師）である。

## 来歴

### 狂言方能楽師として・人物
1930年、1月10日に人間国宝・六世野村万蔵の長男として東京府に生まれる。1934年、4歳で初舞台を踏んだ。父の六世万蔵に師事。
1950年、野村万蔵家の名跡である「野村万之丞」を四世として襲名した。
太平洋戦争後、年子の弟・二朗（二世万作）とともに狂言のみならず現代演劇や前衛演劇に出演するほか、『おしん』や『翔ぶが如く』などテレビドラマにも出演した。その一方で、小学校やホールでの公演も重ね、狂言の一般的普及に大きく貢献した。現在も多くの舞台で活躍し、後進の育成にも力を注いでいる。また、弟の二朗（二世万作）に比べ一般知名度は低いものの、卓越した芸を持つと共に芸に一切の妥協が無い事などから狂言方の第一者として高い評価を得ている。
私生活においては1958年に登美子夫人と結婚。その後、夫妻の間には長男・耕介（八世野村万蔵 追贈、1959年 - 2004年）、一般人の長女、次男・良介（九世野村万蔵）の3人の子供が誕生する。
なお登美子は46年の結婚生活の経た、2004年2月に死去している。また、登美子の死の僅か4か月後の2004年6月には将来を嘱望された長男・耕介（八世野村万蔵）にも先立たれている。
1950年の襲名以来、長らく四世野村万之丞を名乗っていたが、1993年に万蔵家の当主名である「野村万蔵」を七世として襲名した。さらに2000年に初世「野村萬」（隠居名）に改名する。
2012年に長男・耕介（八世万蔵、2004年没）の学友であった皇太子徳仁親王らの企画で美智子皇后の喜寿を祝う夕食会が催された際には、東宮御所にて皇族らの前で『蝸牛』を披露した。
また、1997年には父の六世万蔵に続き親子2代での重要無形文化財（人間国宝）保持者となり、2019年には文化勲章を受章している。狂言方の「文化勲章」受章は四世茂山千作に次いで狂言界史上2人目となる。
文化勲章受章の際の記者会見では令和最初の文化勲章者となった事への感謝と、新天皇徳仁の学友であった亡き長男・八世万蔵（五世万之丞）への思いと今後の抱負を語った。

### その他の公的活動
日本のさまざまな芸能実演家団体を束ねる日本芸能実演家団体協議会にて会長を務めており、在任中に公益社団法人への移行を果たした。また、日本の能楽師が加盟する能楽協会の理事長も務めており、こちらも同様に公益社団法人化を果たした。また、2023年には2001年より会員を務めている日本芸術院の院長に就任した。
また、2004年4月には、長男・八世万蔵（五世万之丞）が団長を務める「文化芸術交流団」団員として北朝鮮を訪問し首都・平壌にて狂言と八世万蔵（五世万之丞）プロデュースの「楽劇大田楽」を披露する。

## 受賞・栄典
- 1987年 日本芸術院賞
- 1994年 紫綬褒章
- 1997年 重要無形文化財（人間国宝）[1]
- 2001年 日本芸術院会員[2]
- 2005年 東京都名誉都民
- 2008年 文化功労者
- 2018年 フランス芸術文化勲章オフィシエ[3]
- 2019年 文化勲章[8]

## 役職
- 日本芸術院院長。
- 能楽協会顧問。
- 公益社団法人日本芸能実演家団体協議会会長
- NPO法人ACT.JT理事長
- 和泉流職分会会長。

## 家族・親族
長男に五世野村万之丞（八世野村万蔵、2004年死去）。次男に九世野村万蔵（二世野村与十郎）。弟に野村万作、野村四郎、野村万之介。
孫に野村太一郎、六世野村万之丞、野村拳之介、野村眞之介。

### 子・孫
- 妻：登美子（2004年2月17日死去）
- 長男：八世野村万蔵（本名・耕介、狂言方能楽師、2004年6月10日死去）
  - 孫：野村太一郎（狂言方能楽師）
- 二男：九世野村万蔵（本名・良介、狂言方能楽師）
  - 孫：六世野村万之丞（本名・虎之介、狂言方能楽師)
  - 孫：野村拳之介（狂言方能楽師）
  - 孫：野村眞之介（狂言方能楽師）

### 親族
- 祖父：初世野村萬斎（狂言方能楽師）
- 父：六世野村万蔵（狂言方能楽師）
- 叔父：七世三宅庄市（狂言方能楽師）
- 弟：二世野村万作（狂言方能楽師）
- 弟：野村四郎（シテ方能楽師[注釈 1]）
- 弟：野村万之介（狂言方能楽師）
- 従弟：和泉元秀（狂言方能楽師）
- 従弟：三宅右近（狂言方能楽師）
- 甥：野村萬斎　(狂言方能楽師)
- 従姪：十世三宅藤九郎（俳優[注釈 2]）
- 従甥：和泉元彌（俳優[注釈 2]）

## 年譜
- 1930年、1月10日に人間国宝・六世野村万蔵の長男として東京府東京市にて誕生。
- 1934年、「靱猿」にて初舞台。
- 1950年 、万蔵家の名跡である「野村万之丞」を四世として襲名。襲名と同時に和泉流の大習（一人前の狂言方になった証）である「釣狐」を披く。
- 1956年、パリ国際演劇祭に能楽団として参加する。
- 1958年、登美子と結婚。
- 1959年、長男・耕介（八世野村万蔵）誕生。
- 1965年、次男・良介（九世野村万蔵）誕生。
- 1978年、父の六世万蔵死去（79歳没）。これにより野村万蔵家七代目当主となる。
- 1990年、耕介（八世万蔵）の長男・ 太一郎が誕生。萬、登美子夫妻にとって初めての内孫となる。
- 1993年、万蔵家の当主名である「野村万蔵」を七世として襲名。同年、孫の太一郎が萬が主催する第4回「槌の会」での「靭猿」にて初舞台を踏んだ。
- 1995年、当主の座から退き、長男・五世万之丞に当主を譲る。
- 1996年、良介（九世万蔵）の長男・ 虎之介（六世万之丞）が誕生。
- 1997年、重要無形文化財（人間国宝）に各個認定。
- 1999年、良介（九世万蔵）の次男・ 拳之介が誕生。
- 2000年、 初世「野村萬」に改名。この改名と同時に長男・五世万之丞が一門を統括する組織「萬狂言」を設立。同年、孫の虎之介が「靭猿」にて初舞台を踏んだ。
- 2001年、日本芸術院会員となる。

- 2003年、良介（九世万蔵）の三男・ 眞之介が誕生。

- 2004年2月、妻・登美子が死去（69歳没）。
- 2004年3月、長男・五世万之丞（八世万蔵）と共に北朝鮮の首都を訪れ、狂言を披露した。
- 2004年6月10日、長男・五世万之丞（八世万蔵）が死去（44歳没）。
- 2005年、次男・良介が九世万蔵を襲名する。同時に長男・耕介（五世万之丞）に八世万蔵が追贈される。
- 2005年、名誉都民となる。
- 2008年、文化功労者となる。
- 2017年、孫の虎之介が『六世野村万之丞』を襲名。
- 2019年、文化勲章受章。
- 2023年10月、日本芸術院院長に就任する[9]。

## 出演

### テレビドラマ
- 新・平家物語（1972年） - 鳥羽院
- おしん（1983年 - 1984年） - 八代希望
- 翔ぶが如く（1990年） - 月照

### テレビ番組
- 『徹子の部屋』（2023年、次男・九世万蔵と孫・六世万之丞と出演）。